# 이준하
이준하(2001년 4월 15일 ~ )는 대한민국의 배우이다.

## 이력
- 서울목원초등학교
- 월촌중학교
- 목동고등학교

## 활동

### 드라마
- 2006년 MBC 주말연속극 《진짜 진짜 좋아해》 ... 준원의 딸 역
- 2007년 MBC 아침드라마 《내 곁에 있어》 ... 샛별 역
- 2007년 MBC 월화미니시리즈 《신 현모양처》 ... 아이 역
- 2007년 MBC 월화미니시리즈 《커피프린스 1호점》 ... 태권도장 아이 역
- 2007년 MBC 시즌드라마 《옥션하우스》 ... 유리 역
- 2008년 MBC 시즌드라마 《비포 앤 애프터 성형외과》 ... 어린 윤서진 역(정애연 아역)
- 2008년 MBC 가족특집드라마 《우리들의 해피엔딩》 ... 어린 미나 역(남지현 아역)
- 2008년 SBS 월화드라마 《사랑해》 ... 미주 역
- 2008년 MBC 주말연속극 《내 인생의 황금기》 ... 유효은 역
- 2009년 KBS 2TV 주말연속극 《솔약국집 아들들》 ... 선아 역
- 2010년 KBS 1TV 일일연속극 《웃어라 동해야》 ... 이송이 역

### 영화
- 2007년 《이장과 군수》 ... 여진 역
- 2007년 《트럭》 ... 정다영 역
- 2007년 《어린 왕자》 ... 샛별 역
- 2009년 《거북이 달린다》 ... 둘째딸 역
- 2009년 《하모니》 ... 어린이 합창단 역
- 2010년 《심야의 FM》 ... 고은수 역
- 2010년 《김종욱 찾기》 ... 우리 역
- 2011년 《수상한 고객들》 ... 미희 역